# Reiki

Kanji del terme Reiki en la seva forma posterior a la simplificació de 1946

El reiki (靈氣, 霊気, o レイキ) és una creença i pràctica espiritual, actualment considerada una pseudociència, desenvolupada el 1922 pel budista japonès Mikao Usui, i adaptada des de llavors per diversos mestres. Utilitza una tècnica coneguda comunament com a curació amb les mans, pràctica mitjançant la qual, segons els practicants, es transfereix una energia universal a través dels palmells del practicant al client, per fomentar la curació emocional o física o imposició de les mans com una forma de medicina alternativa i alguns organismes mèdics la classifiquen com a medicina oriental.

## Tècnica
Les diferents passes per realitzar una sessió de reiki són: ⁣

### 1. Entrevista
El practicant sol fer una petita entrevista per enfocar els seus pensaments duran la teràpia. Aquesta pot estar centrada en problemes, inquietuds, preocupacions...

### 2. Ambient: ⁣
A les sessions de reiki és molt important que hi hagi un ambient tranquil i de relaxació que pot incloure música, il·luminació en tons agradables... el client es jaurà panxa en l'aire a un llit o llit de massatge, per realitzar la teràpia no cal treure's la roba, ja que l'energia del reiki pot travessar els teixits.

### 3. Inici
El practicant pot començar netejant l'aura del pacient, mitjançant tècniques com la de l'escombratge energètic o la visualització, aquesta pràctica és molt important per eliminar les energies negatives i deixar que flueixin les energies positives i pures del nostre cos.
Aura: Segons creences espirituals i en l'àmbit de la parapsicologia, una aura o camp d'energia humana és una emanació de color que es diu que envolta el cos humà així com qualsevol animal o objecte, aquesta seria invisible per a la gran majoria dels éssers humans. En algunes variants esotèriques, l'aura es descriu com un cos subtil. Els psíquics i els practicants de la medicina holística sovint afirmen tenir la capacitat de veure la mida, el color i el tipus de vibració d'una aura.

### 4. Imposició de les mans: ⁣
A continuació, el terapeuta col·locarà les mans lleugerament sobre o per sobre del cos del client en una sèrie de posicions. Aquestes ubicacions poden incloure el cap, el coll, el pit, l'abdomen i l'esquena. La idea és que el practicant actuï com un canal per a l'energia Reiki, que permet que flueixi per al cos del client a través de les mans.

### 5. Transferència d'Energia
El practicant mantindrà cada posició durant diversos minuts, o fins que senti que l'energia deixa de fluir. Durant aquest temps, l'atenció es centrarà a transmetre energia curativa i equilibrar les xacres, o centres energètics, dins del cos del client.

### 6. Cloenda de la Sessió
Quan el practicant hagi completat totes les posicions de les mans, conclourà la sessió netejant el camp energètic del client de nou, sovint realitzant "tancaments" per ajudar a integrar l'energia i tornar el client a un estat normal de consciència.

### 7. Seguiment
És necessari fer un seguiment i observar si el tractament ha donat els seus fruits respecte al pacient el qual ha rebut aquesta teràpia, si ha millorat o no després de les sessions.

## El QI (Chi)
El Qi, també escrit com chi (i pronunciat chee) és descrit com a la ''força vital'' o la ''energia vital que flueix'' en la filosofia i la medicina tradicional xinesa. El qi és una energia invisible que flueix a través de tot, unint totes les coses dins dels elements de l'univers. Dins del cos humà, el qi té dues branques principals: l'energia vital i els fluids del cos, així com l'entorn físic que introduïm al nostre cos, com els aliments, l'aire i l'aigua. Quan el qi del cos físic està equilibrat, un experimenta salut, estabilitat i calma interior. Quan el qi està desequilibrat, es pot experimentar malaltia física, malaltia mental i inestabilitat emocional. El Qi pot existir al cos humà en tres estats potencials: equilibri, deficiència i excés.
Els ensenyaments i adherents del Reiki afirmen que el qi és una força fisiològica que es pot manipular per tractar una malaltia o afecció. No hi ha evidència que el qi existeixi com un fenomen observable. Així, el Reiki es classifica com una pràctica pseudocientífica basada en conceptes metafísics, més que no fisiològics.
Les proves clíniques indiquen que el reiki no és un tractament mèdic efectiu en cap condició. La Societat Americana del Càncer, Cancer Research UK, i el National Center for Complementary and Integrative Health (NCCAM) dels Estats Units han trobat que no hi ha evidència clínica o científica que doni suport a les reclamacions segons les quals el reiki és efectiu en el tractament de cap malaltia.
Segons el NCCAM dels Estats Units està dins la modalitat de biocamp (biofield en anglès), que inclou a més del Reiki el Qigong o el Tacte Terapèutic, i que impliquen tocar o situar les mans dins biocamps, l'existència dels quals encara no ha estat científicament comprovada.

## Funcionament teòric

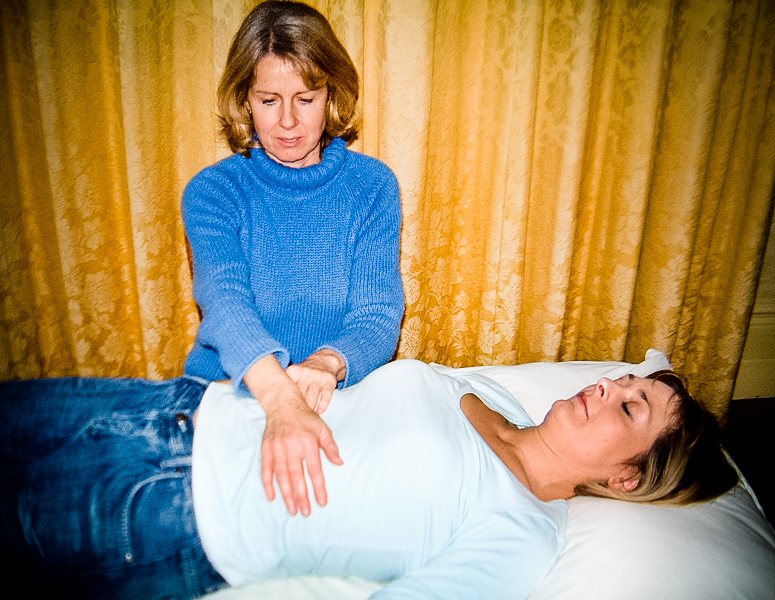
Tractament de Reiki

En algunes tradicions es creu que l'energia reiki entra a l'iniciat pel seu setè txakra (corona), omple l'aura i flueix per les mans dels receptors. A les altres tradicions, es creu que entra pel seu primer txakra (arrel), omple l'aura, s'atura al quart txakra (cor), i flueix cap enfora per les mans. Els practicants de reiki creuen que aquesta "energia" conté alguna forma d'intel·ligència, i "sap què fer". Així, si el cos del receptor la necessita i està preparat per a guarir-se, pot fer servir l'energia reiki per fer-ho. Si el cos no sent que l'energia sigui necessària, no l'absorbirà. Algunes tradicions ensenyen que els esperits reiki vigilen l'energia reiki per prevenir que es pugui corrompre i no pugui fer mal.
La pràctica és similar al contacte de mans. Es demana al pacient que jegui i es relaxi. Llavors el practicant obre el seu canal Reiki i posa les mans a parts del cos del pacient.
El concepte d'"energia" en el qual es basa el reiki és especulatiu i no hi ha cap evidència científica que existeixi. El 2008, una revisió sistemàtica d'assaigs clínics aleatoris va arribar a la conclusió que "no hi ha proves suficients per suggerir que el reiki és un tractament eficaç per a qualsevol condició. Per tant, la validesa del reiki segueix sense estar demostrada".
L'objectiu del Reiki segons Mikao Usui, es arribar al Anshinritsumei, un estat de pau inalterable. Per arribar-hi, segons el creador del Reiki, cal obtenir els 5 principis basics: "Kyo dake-wa"; "I karuna"; "Shinpai suna"; "Kansha shite" i "Gyo wo hageme".

## Controvèrsies

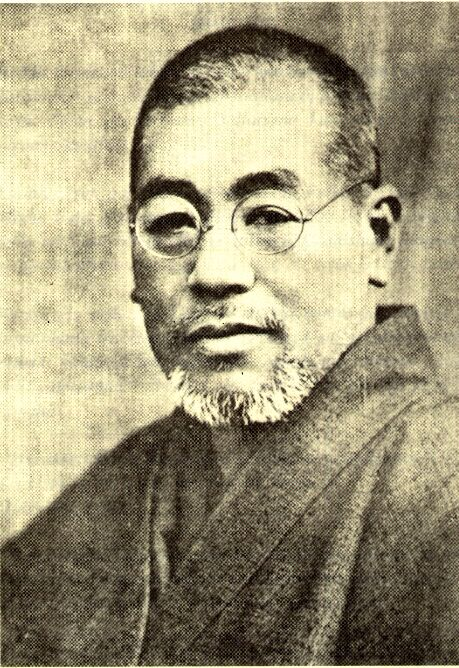
Mikao Usui 臼井甕男 (1865–1926)

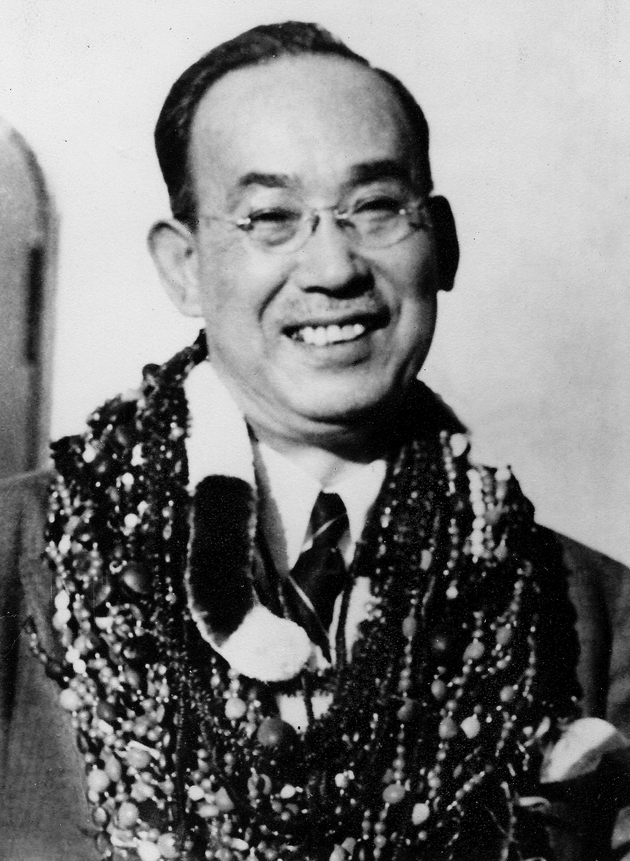
Chujiro Hayashi 林 忠次郎 (1880 - 1940)

La majoria de científics diuen que, com que els investigadors no han demostrat l'existència de l'energia reiki, no es pot descriure com una pràctica mèdica. Els defensors del reiki diuen que poden detectar i manipular aquesta energia, però els científics diuen que si un fenomen físic o mèdic té efectes al món real, ha de ser mesurable i observable amb estudis rigorosament estructurats (Mètode científic). Com que pocs científics consideren que els efectes del reiki s'hagin demostrat en un grau significatiu, molts d'ells argumenten que les sensacions que els practicants de reiki senten són psicològiques o bé que s'enganyen ells mateixos amb pensament màgic.
Hi ha també uns altres cercles que s'oposen activament al reiki - generalment per les mateixes raons que a qualsevol forma alternativa de medicina. Per exemple, molts metges, acadèmics i advocats troben potencialment perillós que pacients amb malalties serioses com el càncer triïn xamans de reiki abans que doctors. És raonable que els pacients cerquin remeis alternatius quan les opcions convencionals semblen poc efectives, i alguns doctors diuen que el reiki, com moltes formes de medicina alternativa, està explotant senzillament la por i l'esperança de la gent greument malalta sense oferir ajut real. Els practicants de reiki argumenten que és un tractament efectiu i digne de confiança, que es relega injustament pels metges conservadors occidentals, i presenten alguns casos de curacions com a evidència.
Hi ha diversos grups religiosos que s'oposen al reiki. El condemnen per fer pràctiques satàniques o paganes. Un d'aquests grups és l'Església de la Unificació, que adverteix els seus fidels contra el reiki, perquè creu que canalitza l'energia d'esperits malignes. Actualment l'Església Catòlica Romana generalment no acusar de satanisme, però és normal que els catòlics trobin el reiki sospitós, en el millor dels casos, i alguns individus i grups (com els dominics) adverteixen en contra dels creients. N'hi ha que arriben a definir el reiki com una secta, cosa que és injusta perquè a la comunitat reiki no hi ha cap jerarquia, gurú ni cadena de comandament. Molts practicants cristians de reiki creuen que la font de poder que es canalitza per mitjà d'ells és divina, possiblement de l'Esperit Sant.